# Avicularia pulchra
Avicularia pulchra är en spindelart som beskrevs av Cândido Firmino de Mello-Leitão 1933. 
Avicularia pulchra ingår i släktet Avicularia och familjen fågelspindlar. Inga underarter finns listade.